# Solugamasus mustela
Solugamasus mustela är en spindeldjursart som beskrevs av Lee 1973. Solugamasus mustela ingår i släktet Solugamasus och familjen Ologamasidae. Inga underarter finns listade i Catalogue of Life.